# Tour of Estonia 2017
Die 5. Tour of Estonia 2017 war ein estnisches Straßenradrennen. Das Etappenrennen fand am 26. und am 27. Mai 2017 statt. Zudem gehörte das Radrennen zur UCI Europe Tour 2017 und dort in der Kategorie 2.1 eingestuft. Gesamtsieger der Este Karl Patrick Lauk vom Nationalteam Estland.
Die erste Etappe sicherte sich im Vierersprint einer Ausreißergruppe der Este Karl Patrick Lauk (Estnisches Nationalteam) vor Deins Kanepejs (Lettland/Rietumu) und Hampus Anderberg (Schwedisches Nationalteam). Das geschlagene Feld kam mit 4:33 Minuten ins Ziel. Lauk übernahm die Gesamtführung. Die zweite Etappe gewann der Este Gert Jõeäär (Estnisches Nationalteam) als Solist mit fünf Sekunden Vorsprung auf Emīls Liepiņš (Lettland/Rietumu), der den Sprint des Feldes vor Lauk gewann. Lauk verteidigte seine Gesamtführung und gewann die gesamte Rundfahrt.

## Teilnehmende Mannschaften
| UCI Professional Continental Teams Team Novo Nordisk |                                     |                                       |
| UCI Continental Teams Memil Pro Cycling Team Hurom   | Staki-Technorama Kolss Cycling Team | Minsk Cycling Club Rietumu Banka-Riga |
| Nationalmannschaften Estland Litauen                 | Finnland                            | Schweden                              |

## Gesamtwertung
| #      | Fahrer            | Team               | Zeit       |
| ------ | ----------------- | ------------------ | ---------- |
| Sieger | Karl Patrick Lauk | Estland            | 8h 28' 53" |
| 2.     | Deins Kanepejs    | Rietumu Banka-Riga | +0' 09"    |
| 3.     | Pawel Franczek    | Team Hurom         | +0' 11"    |
| 4.     | Hampus Anderberg  | Schweden           | +0' 13"    |
| 5.     | Mihkel Räim       | Estland            | +0' 27"    |
| 6.     | Maris Bogdanovics | Rietumu Banka-Riga | +0' 34"    |
| 7.     | Peeter Pruus      | Rietumu Banka-Riga | +0' 44"    |
| 8.     | Gert Jõeäär       | Estland            | +0' 46"    |
| 9.     | Norman Vahtra     | Estland            | +1' 01"    |
| 10.    | Andrea Peron      | Team Novo Nordisk  | +1' 03"    |

## Wertungstrikots
| Etappe         | Etappensieger     | Gesamtwertung     | Punktewertung     | Bergwertung  | Nachwuchswertung  | Teamwertung        |
| -------------- | ----------------- | ----------------- | ----------------- | ------------ | ----------------- | ------------------ |
| 1              | Karl Patrick Lauk | Karl Patrick Lauk | Mihkel Räim       | Peeter Pruus | Karl Patrick Lauk | Rietumu Banka-Riga |
| 2              | Gert Jõeäär       | Karl Patrick Lauk | Karl Patrick Lauk | Peeter Pruus | Karl Patrick Lauk | Rietumu Banka-Riga |
| Wertungssieger | Wertungssieger    | Karl Patrick Lauk | Karl Patrick Lauk | Peeter Pruus | Karl Patrick Lauk | Rietumu Banka-Riga |